# Клеменсверт (замок)
Клеменсверт (нем. Schloss Clemenswerth) — дворцово-замковый комплекс в коммуне Зёгель, в районе Эмсланд, в федеральной земле Нижняя Саксония, Германия. Построен в XVIII веке для курфюрста Клеменса Августа Баварского. Комплекс состоит из центрального трёхэтажного дворца и расположенных вокруг него восьми павильонов. Является одним из ярких образцов так называемого вестфальского направления барокко. По своему типу комплекс относится к охотничьим замкам. Часть зданий используется как музей Emslandmuseum Schloss Clemenswerth. Окружающий парк открыт для свободного посещения круглый год.

## История

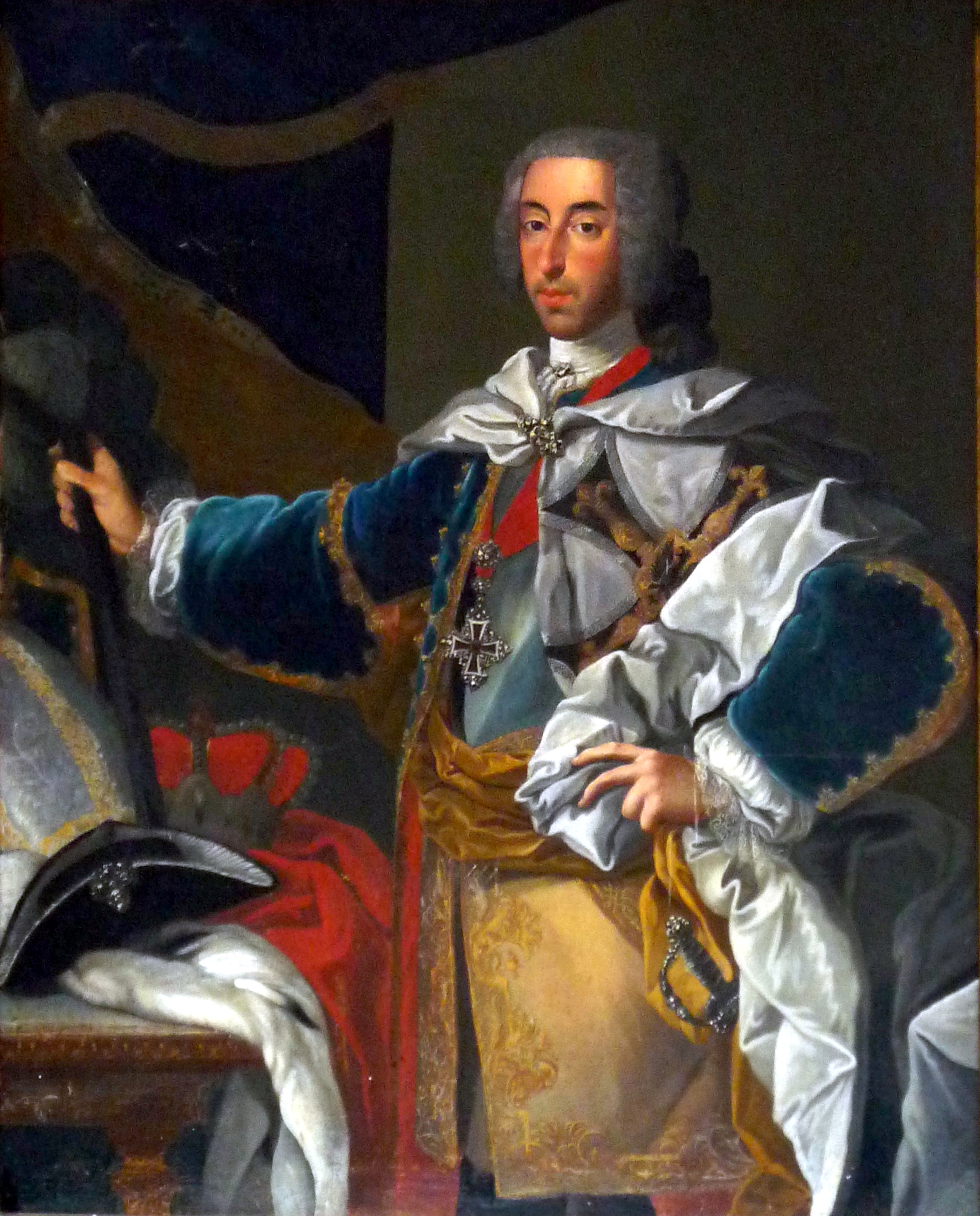
Основатель замка Клеменс Август Баварский в облачении магистра Тевтосного ордена

### XVIII век
Дворцовый комплекс был возведён между 1737 и 1747 годами для курфюрста Клеменса Августа I. Данные территории располагались на северной окраине его обширных владений, разбросанных по разным немецким землям. Замок соответствует барочному типу сооружений в духе Maison de plaisance (дворец удовольствий). По изначальному замыслу это был типичный охотничий замок.
Проект замка подготовил вестфальский архитектор Йоханн Конрад Шлаун. Ранее он уже готовил для курфюрста планы дворца Августусбург. Образцами для Клеменсверта послужили такие сооружения как Пагоденбург в Раштатте, Эрмитаж в Вагхойзеле и замок Марли под Парижем. Данный комплекс в стиле барокко и проводимые здесь шумные увеселения с охотой и пирами, которые часто случались в годы правления Клеменса Августа I, вдохновили писателя Бернхарда Кёстера на создание серии рассказов.
Первый камень в фундамент был заложен в 1737 году. Из-за изолированного расположения закупка строительных материалов оказалась связана с различными затруднениями. В первую очередь в вопросах логистики. Необходимое дерево и кирпичи ещё можно было найти поблизости, но песчаник, столь важный для декоративной отделки, пришлось доставлять из Баумберге в Мюнстерланде, а также из Хукберга, расположенного между Оснабрюком и Рейном. Каменные блоки из Везербергланда сначала нужно было перевозить на баржах по Везеру, затем вдоль побережья Северного моря в Эмден, а уже оттуда по суше в Клеменсверт. Мрамор доставляли из Гронингена. Самый длинный транспортный маршрут приходился на доставку витражного стекла: его привозили к месту назначения из Франкфурта-на-Майне. 

### XIX–XX века
В 1803 году Клеменсверт перешел в руки герцогов Аренбергских (Дом Аренбергов). Здесь находилась одна из загородных резиденций представителей этого рода.
С 1928 года комплекс перешёл в собственность предприятия Arenberg-Meppen GmbH. Это некоммерческая компания занимается вопросами управления лесов, парков и крупной недвижимости в Нижней Саксонии. После завершения Второй мировой войны замок получил статус регионального музея Эмсланда. 
Первые реставрационные работы были проведены только в 1949 году. В основном они касались только укрепления обветшавших конструкций. Только после официального приобретения замкового комплекса в 1967 году властями района Ашендорф-Хюммлинг у представителей семьи фон Аренберг, началась подготовка комплексной реконструкции и реставрация Клеменсверта. Главное целью работ было воссоздание фасадов и интерьеров как можно ближе к оригиналам XVIII века, а также создание аутентичной атмосферы той эпохи. Прежний жилые постройки были подготовлены для размещения музейных экспозиций. 
Детальная реконструкция проводилась строго на основе подробных описаний и различных свидетельств, оставшихся с XVIII века. Мраморный пол в салоне главного павильона был капитально отреставрирован только в 1983 году. Восстановление личных покоев Клеменса Августа на верхнем этаже дворцового павильона оказалось наиболее сложной задачей, поскольку оригинальное тканевое покрытие стен вестибюля оказалось утрачено во время Второй мировой войны, а качественных цветных рисунков не сохранилось. 
После раставрации Клеменсверт центром проведения различных кулmтурно-массовых мероприятий, проводимых ассоциацией Emsländische Landschaft.

## Описание

### Главный дворец и павильоны вокруг

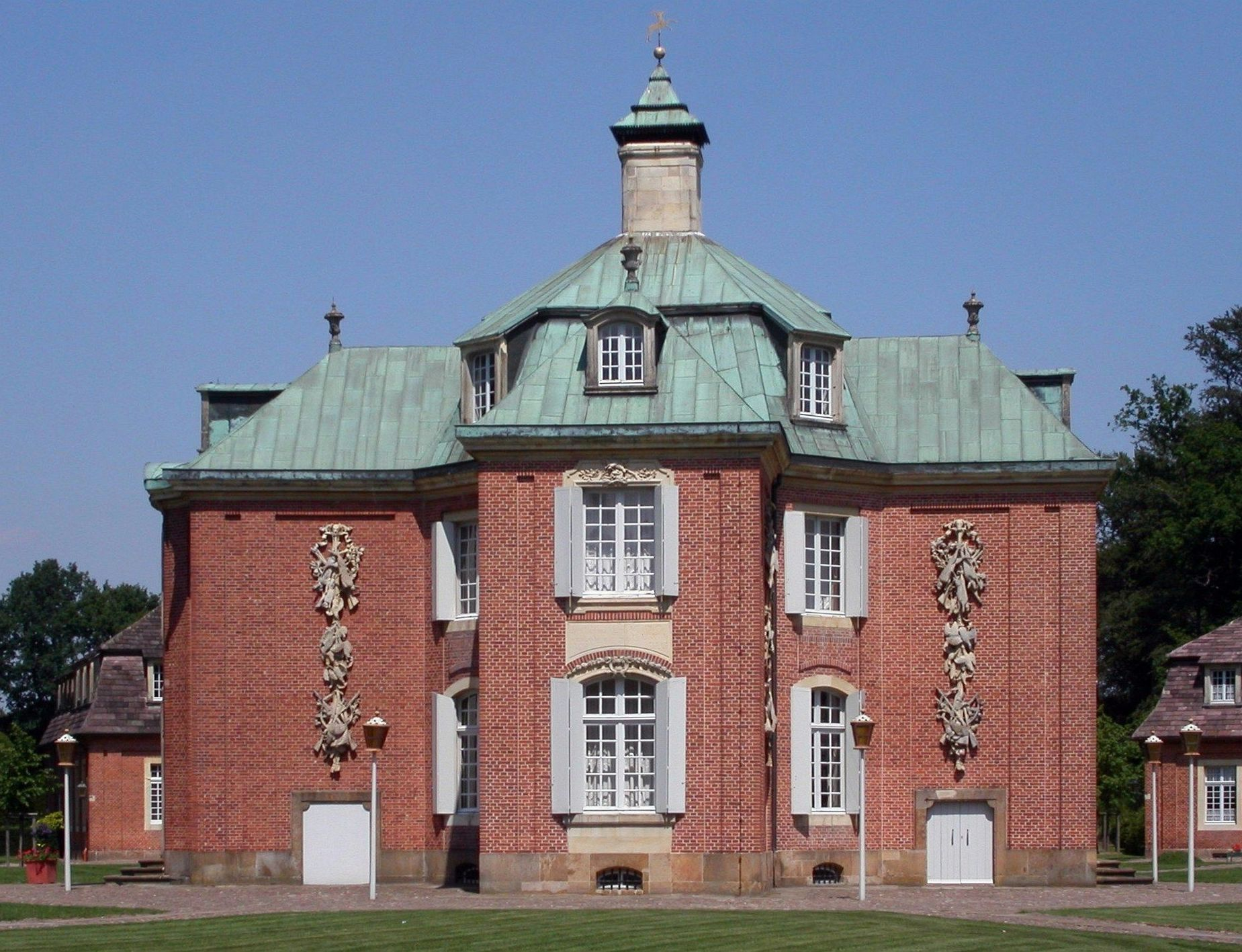
Главное здание

Концепция главного дворца, окружённого несколькими павильонами, соответствующая духу позднего барокко. Это отражает и дух идей абсолютизма. Dпервые подобный подход был реализован в 1686 году для Людовика XIV в комплексе Марли. Позднее этот замок стал образцом для многочисленных подражаний. Но нигде он не был так тщательно воспроизведён, как в Клеменсверте. В центре обширной площади (первоначально территория была вымощена брусчаткой), которая своей формой напоминает восьмиспицевое колесо, находится главный корпус. Здесь располагались жилые и представительские покои владельца. Само здание имело в основании крестообразную форму. Все фасады симметричны и обращены в сторону восьми путей, пролегающих по внешней площади. Само здание возведено из кирпича. 
На равном расстоянии от центрального здания построены восемь павильонов. Семь из них предназначались для гостей, а ещё один выполнял функции хозяйственно-административного корпуса. Павильоны назывались в честь епископств, которые находились под контролем курфюрста Клеменса Августа Баварского.
В северном павильоне была предусмотрена дворцовая капелла, также спроектированная Йоханном Шлауном. Её интерьер реализован в стиле рококо, художественная отделка создана живописцами Ф. Дж. Ротом и В. Бигари. Но первоначально её проектировал художник Йоханн Евангелист Хольцер. Этот известный мастер настенной живописи умер в Клеменсверте, не успев приступить к работе. В крыле здания, обращенного в сторону сада, находится небольшой монастырь Jрдена капуцинов. Представителей этого братства Клеменс Август пригласил в Клеменсверт в 1741 году. Капуцины — изначально нищенствующий орден и монахи обязаны добывать средства к существованию собственным трудом. Однако Клеменс Август хотел, чтобы члены братии в Клеменсверте полностью посвятили себя пастырским заботам. А значит, их требовало освободить от какого-либо труда. Для этого курфюрсту в 1738 году даже пришлось получил особое разрешение папы. Согласно документу членам обители в Клеменсверте разрешалось жить на проценты от пожертвованного капитала. «Вой охотничьих собак прекратился и уступил место молитвенным пениям монахов-капуцинов», — удовлетворённо заметил известный теолог Йоханн Готфрид Хохе в 1798 году, оказавшись в этих местах.
За павильоном с капеллой следует (по часовой стрелке) павильон Мюнстер, в котором как раз размещались вполне комфортные кельи монахов-капуцинов. Далее находится павильон Хильдесхайм, служивший для знатных гостей курфюрста. Рядом с этим зданием павильон Падерборн. В пристройке к нему размещались помещения кухни и бывшие уборные дворца. В настоящее время в здании выставлены коллекции фарфора и фаянса. Далее к югу находится павильон Оснабрюк. Здесь можно увидеть коллекцию предметов, посвящённую истории Тевтонского ордена (дело в том, что курфюрст на каком-то этапе возложил на себя функции Великого магистра этого братства). Следующий павильон сейчас используется для демонстрации коллекции керамического искусства. В павильоне Коэллен в настоящее время расположена постоянная выставка работ Вольфганга Поля. Последний павильон, Мергентхайм, сейчас является корпусом, отданным под нужды дворцовой администрации.

### Другие сооружения и парк

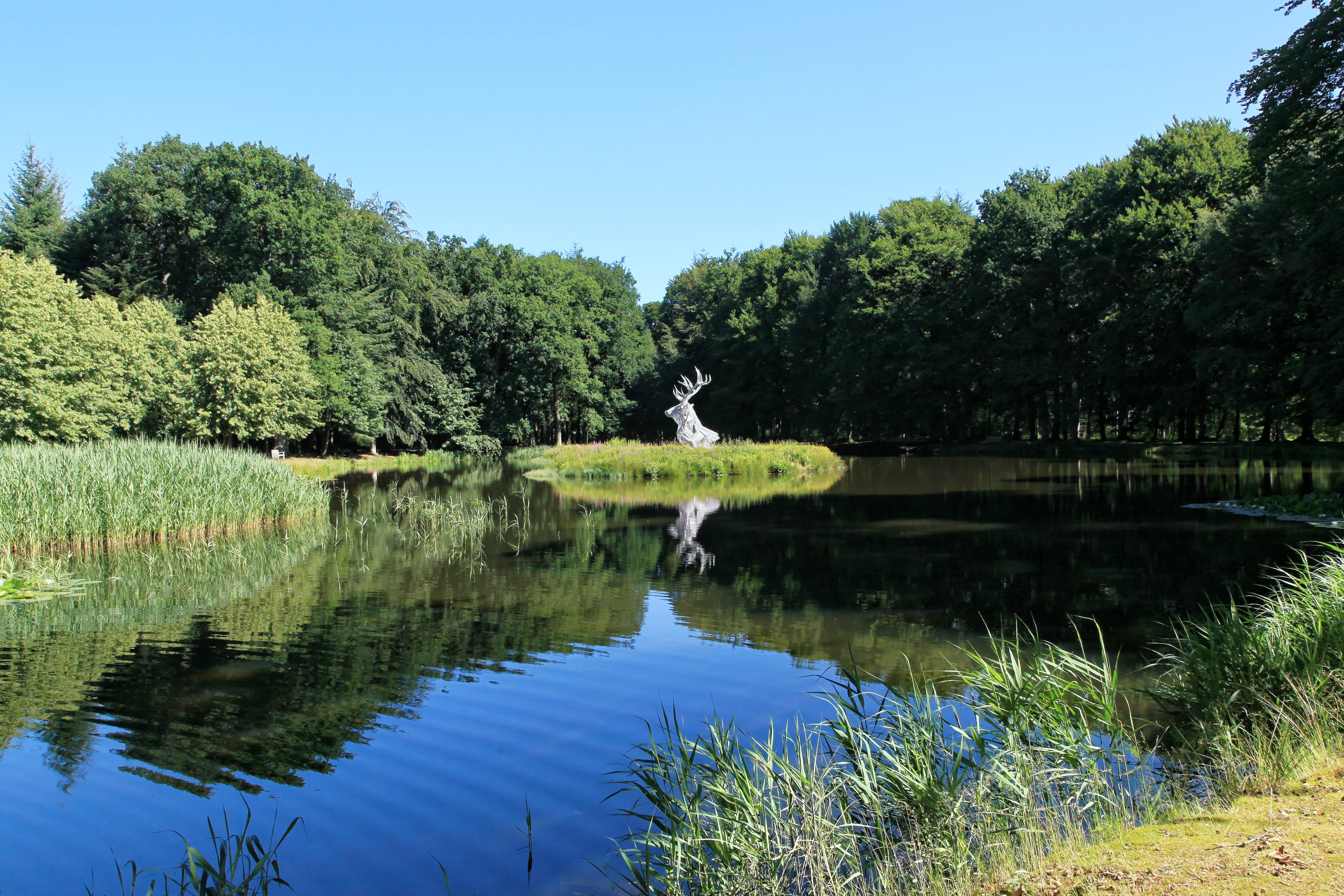
Один из прудов со фигурой оленя на острове

Главный дворец находится в центре огромного парка, напоминающего звезду. В разные стороны тянутся длинные прямые аллеи-лучи. В соответствии с идеей охотничьего замка буковый лес примыкал вплотную к жилым зданиям. При взгляде с воздуха вся территория имеет форму симметричной геометрической фигуры. На западе парк упирается в поселение Зёгель, на востоке выкопаны три пруда, соединённые каналами. К северу от монастыря капуцинов находится живописный сад с декоративными деревьями, сохранившийся с XVIII века почти в первозданном виде. 
Общая площадь парка составляет 70 гектаров. В его западной части находится полукруглое здание бывших конюшен. Напротив установлен памятник Клеменсу Августу. Это уменьшенная копия оригинальной статуи, созданной в 1757 году. В настоящее время она находится в парке металлургического завода Boesner около города Нойвид.

## Современное использование
Клеменсверт является важным музеем земли Нижняя Саксония. Из представленных здесь экспозиций особенно известна коллекция страсбургского фаянса. Кроме того, у посетителей пользуется популярностью экспозиция, посвящённая дворянкой охоте XVIII века. 
С 2005 по 2018 год в комплексе ежегодно в августе проводились музыкальные праздники. Самым известным был «Малый фестиваль в большом парке».

## Галерея

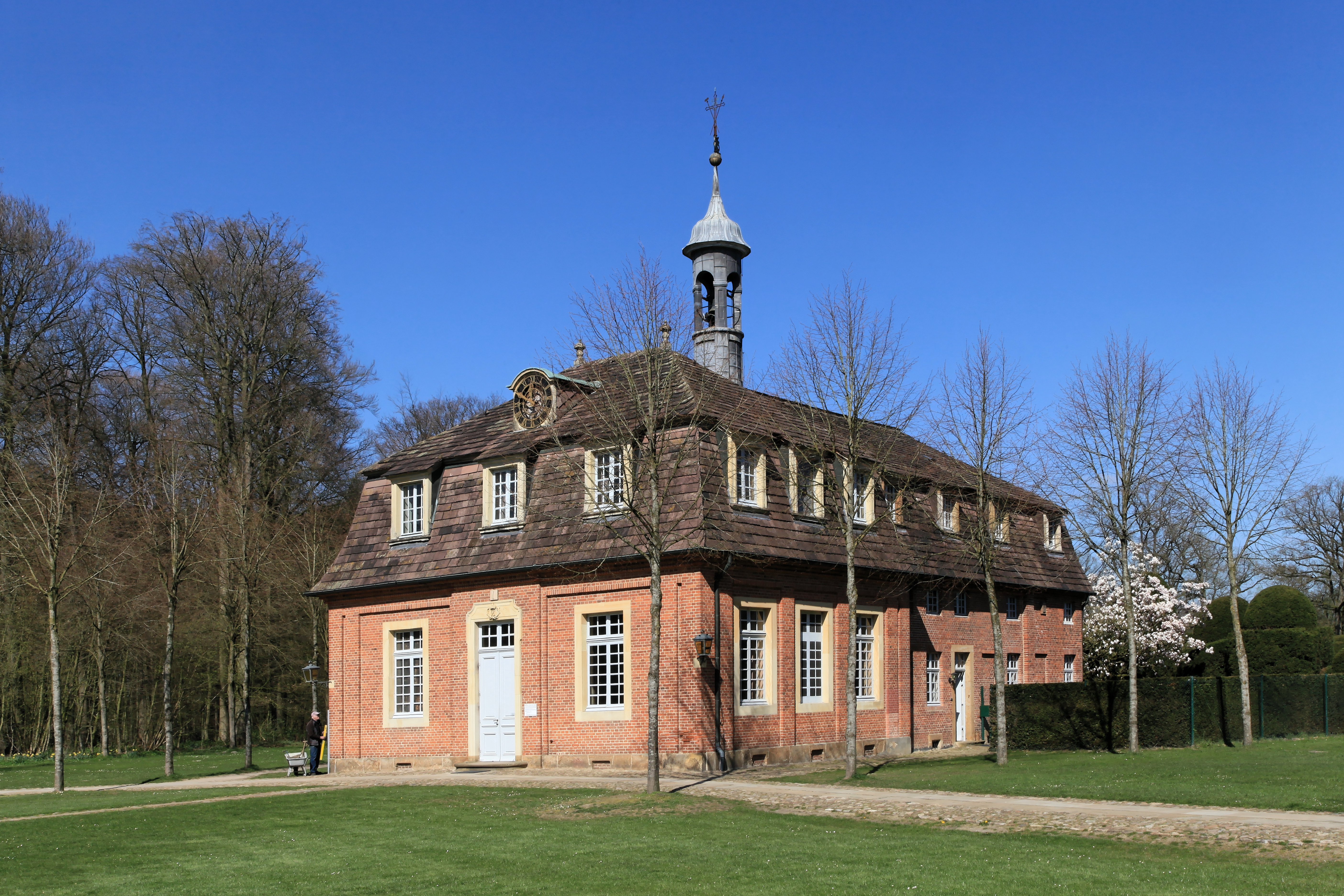
Павильон с замковой капеллой
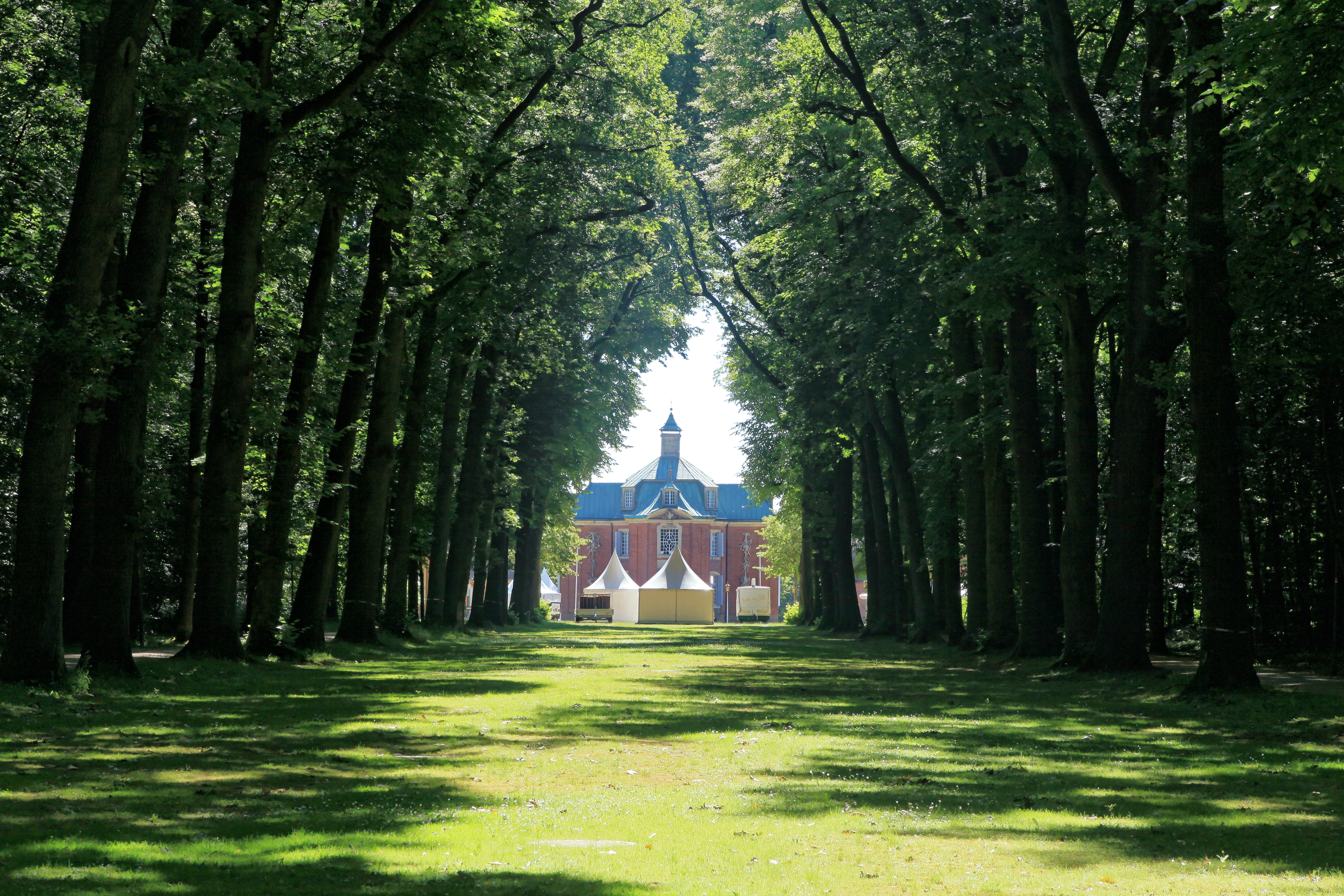
Вид павильона из глубины парка
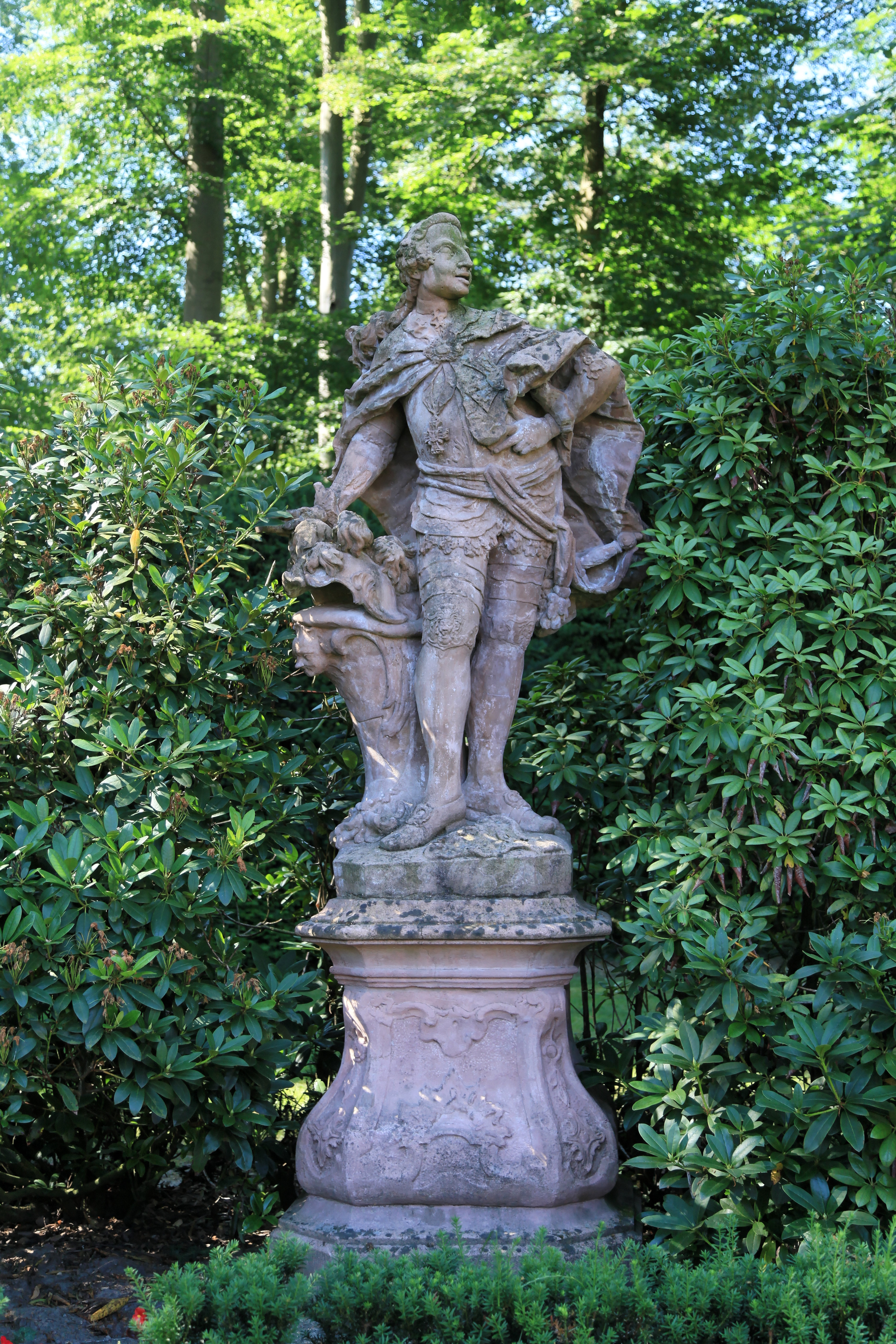
Статуя основателя замка Клеменса Августа Баварского
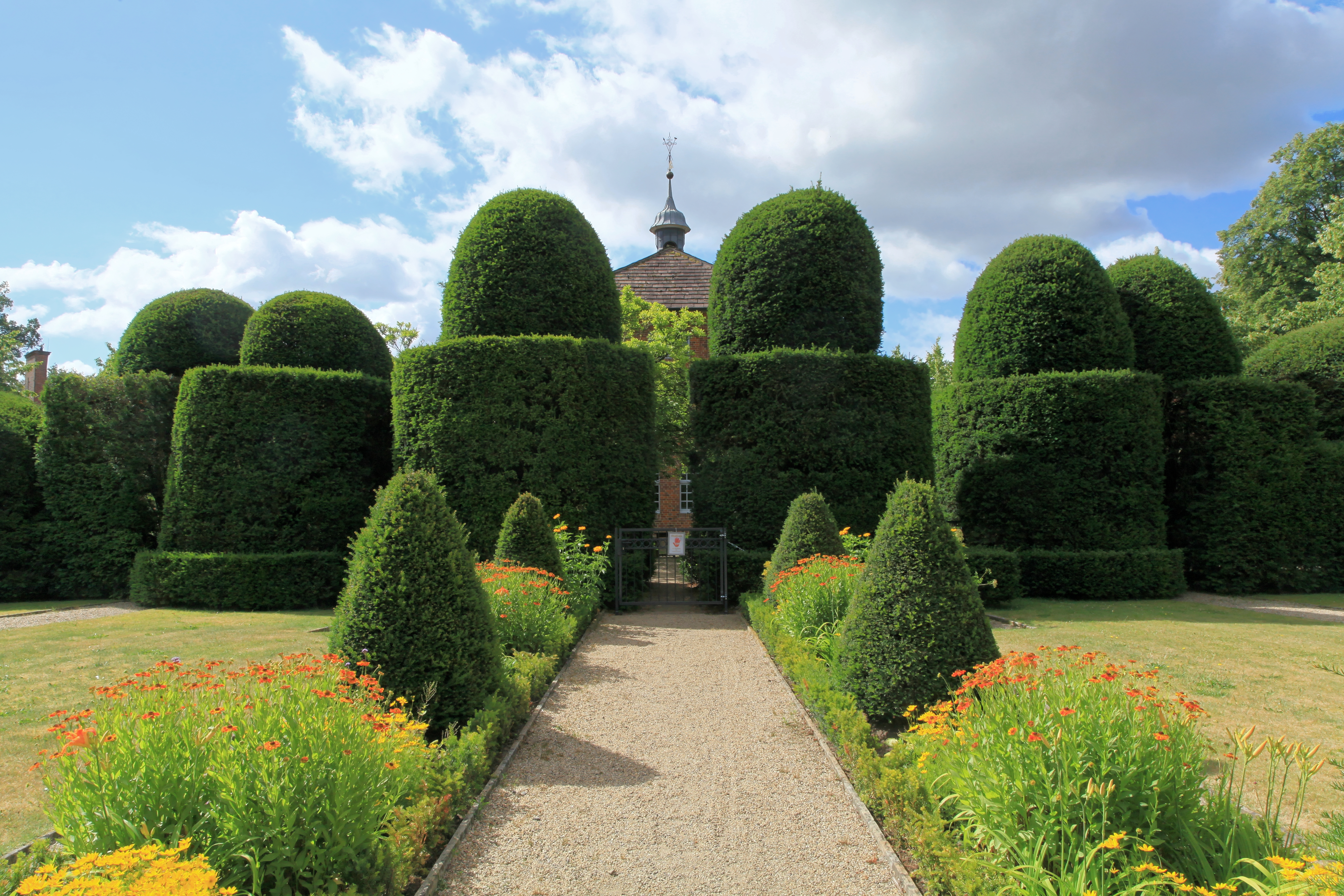
Замковый барочный сад
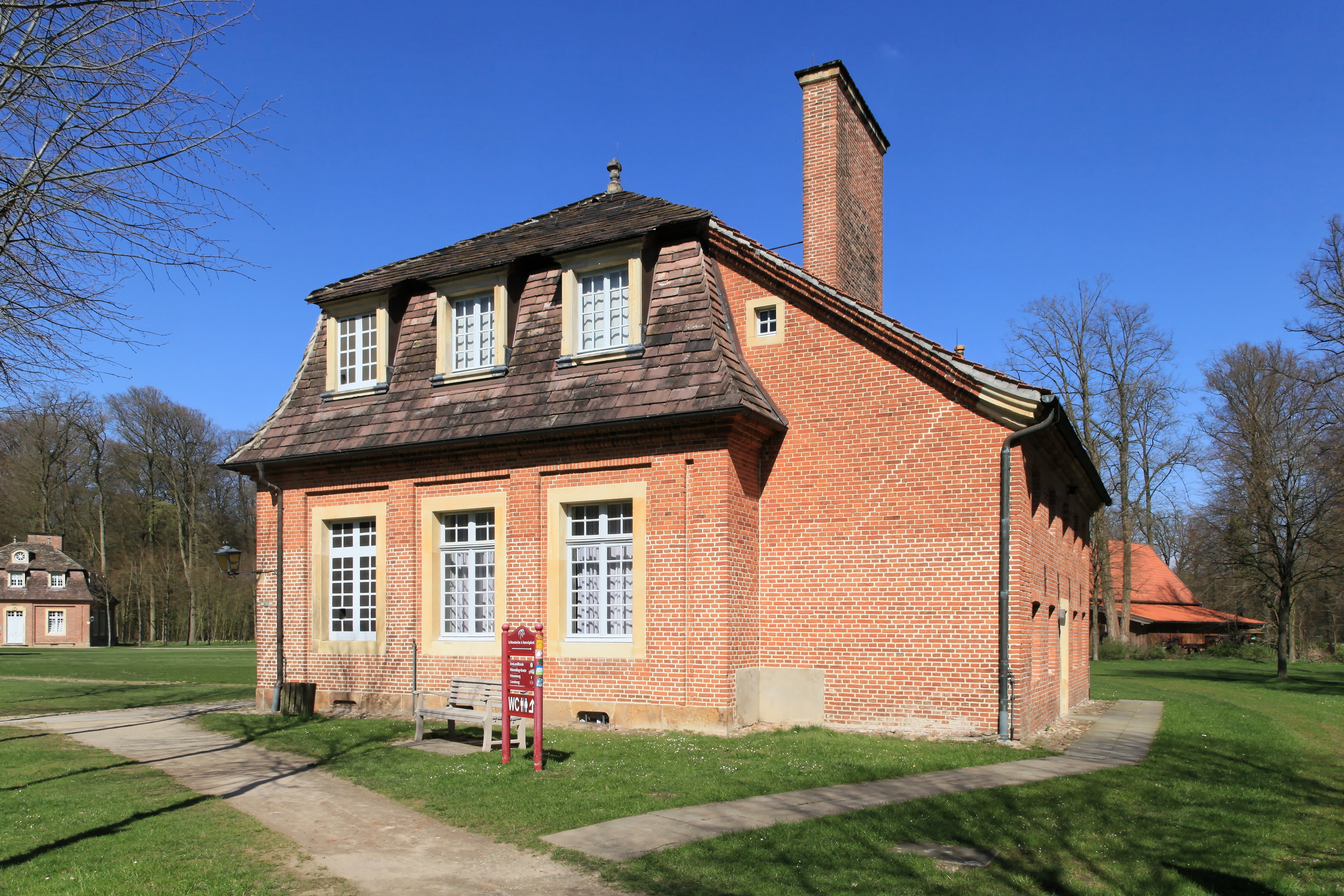
Павильон Хильдесхайм
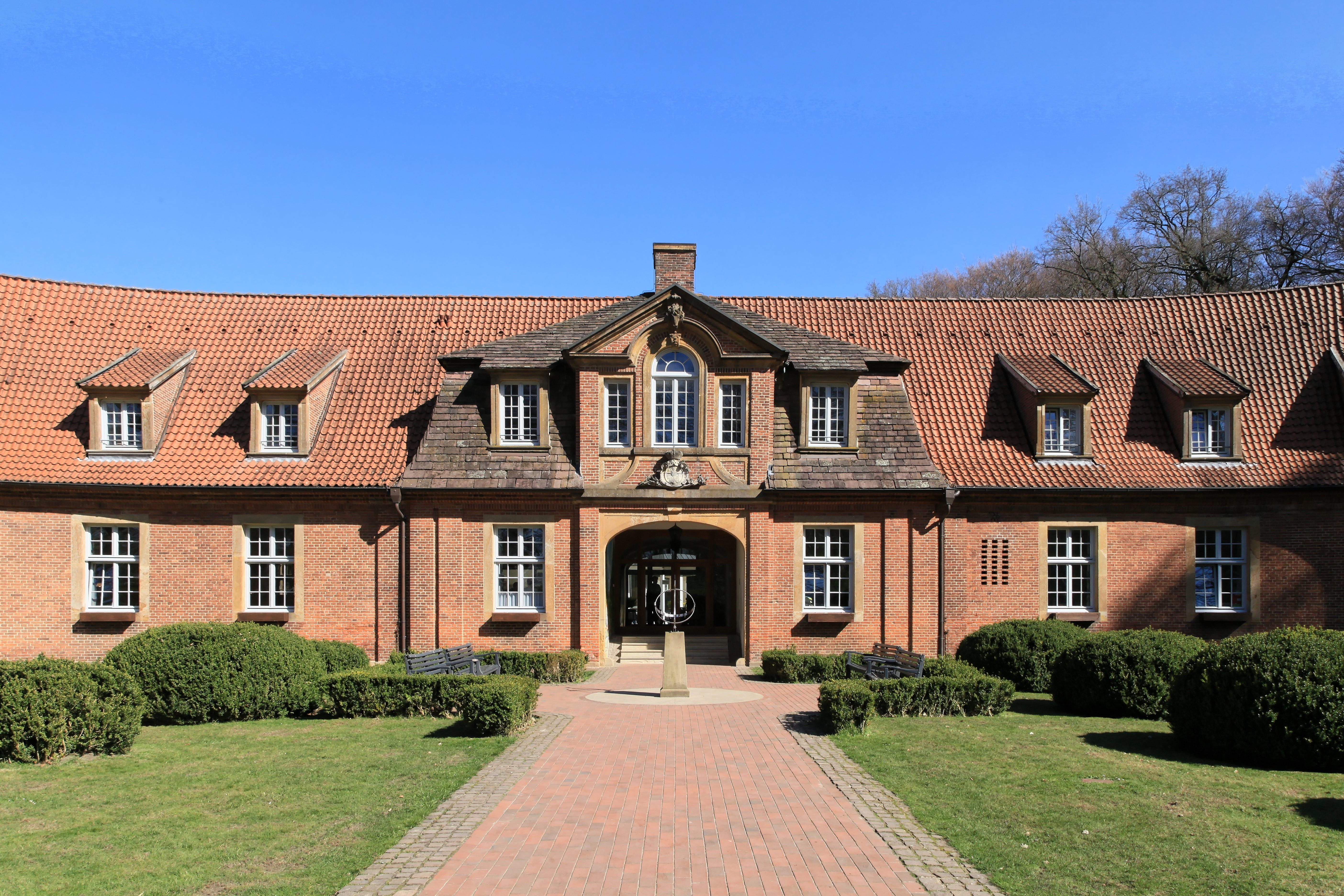
Здание бывших конюшен